# Солнечный телескоп

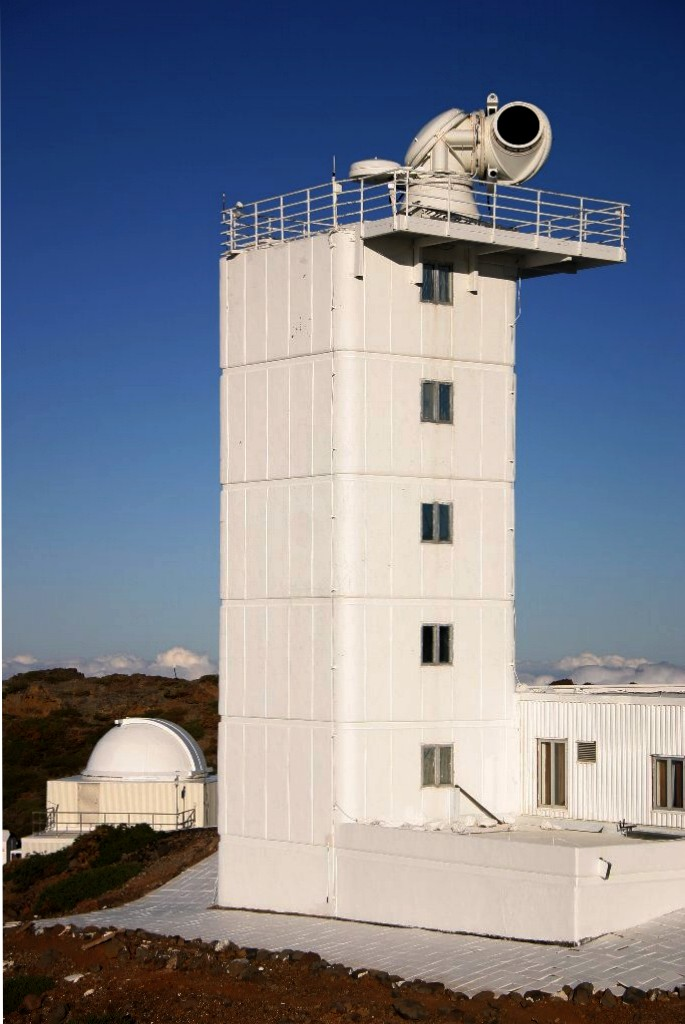
Шведский метровый солнечный телескоп в Обсерватории Роке-де-лос-Мучачос, Канарские острова.

Солнечный телескоп (англ. Solar telescope) — специальный телескоп, предназначенный для наблюдения Солнца. 
Солнечные телескопы обычно наблюдают в области длин волн вблизи видимой части спектра. 
Другие названия солнечных телескопов: гелиограф и фотогелиограф.
Солнечные телескопы, обычно устанавливаемые неподвижно, делятся на башенные телескопы и горизонтальные телескопы.

## Профессиональные солнечные телескопы
Солнечные телескопы требуют достаточного качества оптики для достижения наилучшего дифракционного предела, но требования к мощности собираемого излучения более низкие, чем у других телескопов. Однако создание новых узкополосных фильтров и высокая частота съёмки требует большого количества собираемых фотонов. Как Европейский солнечный телескоп, так и телескоп им. Дэниэла Иноуэ обладают большой апертурой для обеспечения не только высокой разрешающей способности, но и большой мощности собираемого излучения.
Поскольку солнечные телескопы работают днём, то условия видимости при таких наблюдениях хуже, чем в ночное время, поскольку земля вокруг телескопа нагревается, что приводит к усилению турбулентности и ухудшает разрешающую способность.
Для уменьшения влияния данного эффекта солнечные телескопы устанавливают на башнях, а оборудование красят белой краской. Голландский открытый телескоп сконструирован таким образом, что позволяет ветру проходить сквозь конструкцию и охлаждать область вблизи главного зеркала телескопа.
Другой проблемой солнечных телескопов является нагрев, создаваемый сфокусированным излучением Солнца. В телескопе DKIST тепловая нагрузка достигает 2.5 МВт/м2, пиковая мощность составляет 11.4 кВт.
Профессиональные солнечные обсерватории могут обладать главными оптическими элементами с очень большим фокусным расстоянием, а путь света в телескопе проходит в вакууме или в гелиевой среде для уменьшения размытия из-за конвекции внутри телескопа. У Европейского солнечного телескопа и DKIST предусмотрены системы активного охлаждения купола для минимизации разности температур воздуха внутри и вне телескопа.
Поскольку Солнце движется по небу внутри узкой полосы, некоторые солнечные телескопы имеют фиксированное положение в пространстве, а единственной двигающейся частью является гелиостат, следящий за Солнцем.

### Некоторые солнечные телескопы
- Башня Эйнштейна, начавшая работу в 1924 году
- Солнечный телескоп Макмата — Пирса (диаметр 1,6 м, работает с 1961 года)
- Большой солнечный телескоп имени академика А. Б. Северного (диаметр 90 см, с 1954) в Крымской астрофизической обсерватории
- Горизонтальный автоматизированный солнечный телескоп (диаметр 80 см) в Саянской солнечной обсерватории, Монды, республика Бурятия
- Большой солнечный вакуумный телескоп (диаметр 76 см, с 1980) в БАО, п.Листвянка, Иркутская обл., на берегу Байкала
- Обсерватория Макмата — Халберта (диаметр 61 см, 1941—1979 гг.)
- Шведский вакуумный солнечный телескоп (диаметр 47.5 см, 1985—2000)
- Шведский солнечный телескоп[англ.]  (диаметр 1 м, 2002 — н.в.)
- Солнечный телескоп Данна (диаметр 1.63 м, 1969 — н.в.)
- Обсерватория Маунт-Вилсон
- Голландский открытый телескоп (диаметр 45 см, 1997 — н.в.)
- Обсерватория Тейде обладает несколькими солнечными телескопами, включая
  - 70-см Вакуумный башенный телескоп (1989 — н.в.) и
  - 1.5-метровый телескоп Грегори (2012 — н.в.).
- Daniel K. Inouye Solar Telescope, (апертура 4 м) о.Мауи, Гавайи,  США.
- Европейский солнечный телескоп[англ.], планируемый телескоп с апертурой 4 м.
- Национальный большой солнечный телескоп (NLST), планируемый к созданию в Индии открытый телескоп системы Грегори для исследования микроскопической структуры Солнца.

## Другие типы наблюдений
Большинство солнечных обсерваторий наблюдают в видимом, ультрафиолетовом и близком инфракрасном диапазонах, но некоторые явления на Солнце требуют наблюдений в других диапазонах спектра, вследствие чего появились
- солнечная рентгеновская астрономия,
- MSSTA, устройство, принимающее ультрафиолетовое излучение, установленное на метеорологической ракете; запуски проводились в 1990 гг.
- астрономический комплекс Эль-Леонсито, в котором наблюдения велись в том числе на субмиллиметровом телескопе,
- The Radio Solar Telescope Network (RSTN) сеть солнечных обсерваторий, поддерживаемых и управляемых Агентством Погоды ВВС США
- Аксионный Солнечный телескоп ЦЕРН (CAST), созданный в 2000-е гг. для поиска солнечных аксионов.

## Любительские солнечные телескопы

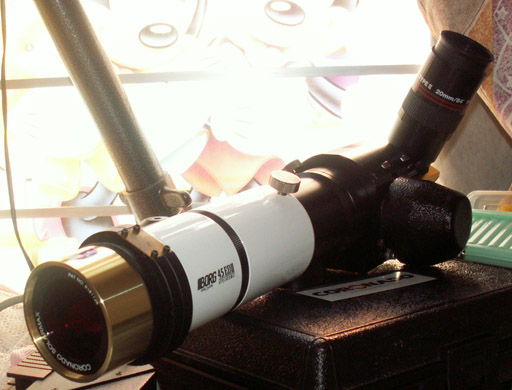
Пример любительского солнечного телескопа, оснащённого фильтром в линии H-альфа

В любительской астрономии существует множество способов наблюдения Солнца, от проецирования изображения Солнца на лист бумаги, использования блокирующих свет фильтров, призм Гершеля, рассеивающих до 95 % света в направлениях от окуляра, до систем фильтров H-альфа и самодельных спектрогелиоскопов. В отличие от профессиональных телескопов, телескопы астрономов-любителей обычно гораздо меньше по размерам.

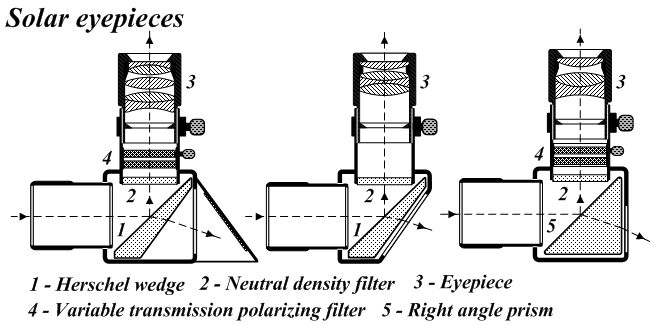
Схема использования призмы Гершеля и другие приёмы наблюдения Солнца